# Fictor similis
Fictor similis är en rundmaskart. Fictor similis ingår i släktet Fictor och familjen Diplogasteridae. Inga underarter finns listade i Catalogue of Life.